# Rudolf Stöger-Steiner von Steinstätten
Rudolf svobodný pán Stöger-Steiner von Steinstätten (německy Rudolf Ignatius Freiherr Stöger-Steiner von Steinstätten) (26. dubna 1861 Pernegg an der Mur – 12. května 1921 Štýrský Hradec), byl rakousko-uherský generál a politik, v letech 1917–1918 poslední ministr války Rakouska-Uherska. Do c. k. armády vstoupil v roce 1879 jako absolvent kadetní školy a jako nižší důstojník působil u řady posádek na různých místech monarchie, několik let mimo jiné sloužil v Čechách a na Moravě. Za první světové války bojoval jako velitel divize na východní frontě, v letech 1915–1917 byl velitelem armádního sboru v Itálii. Odtud byl povolán do Vídně a od dubna 1917 zastával funkci rakousko-uherského ministra války. V roce 1918 dosáhl hodnosti generálplukovníka a byl také povýšen na barona. Po rozpadu monarchie byl penzionován a dožil v soukromí ve Štýrském Hradci.

## Biografie

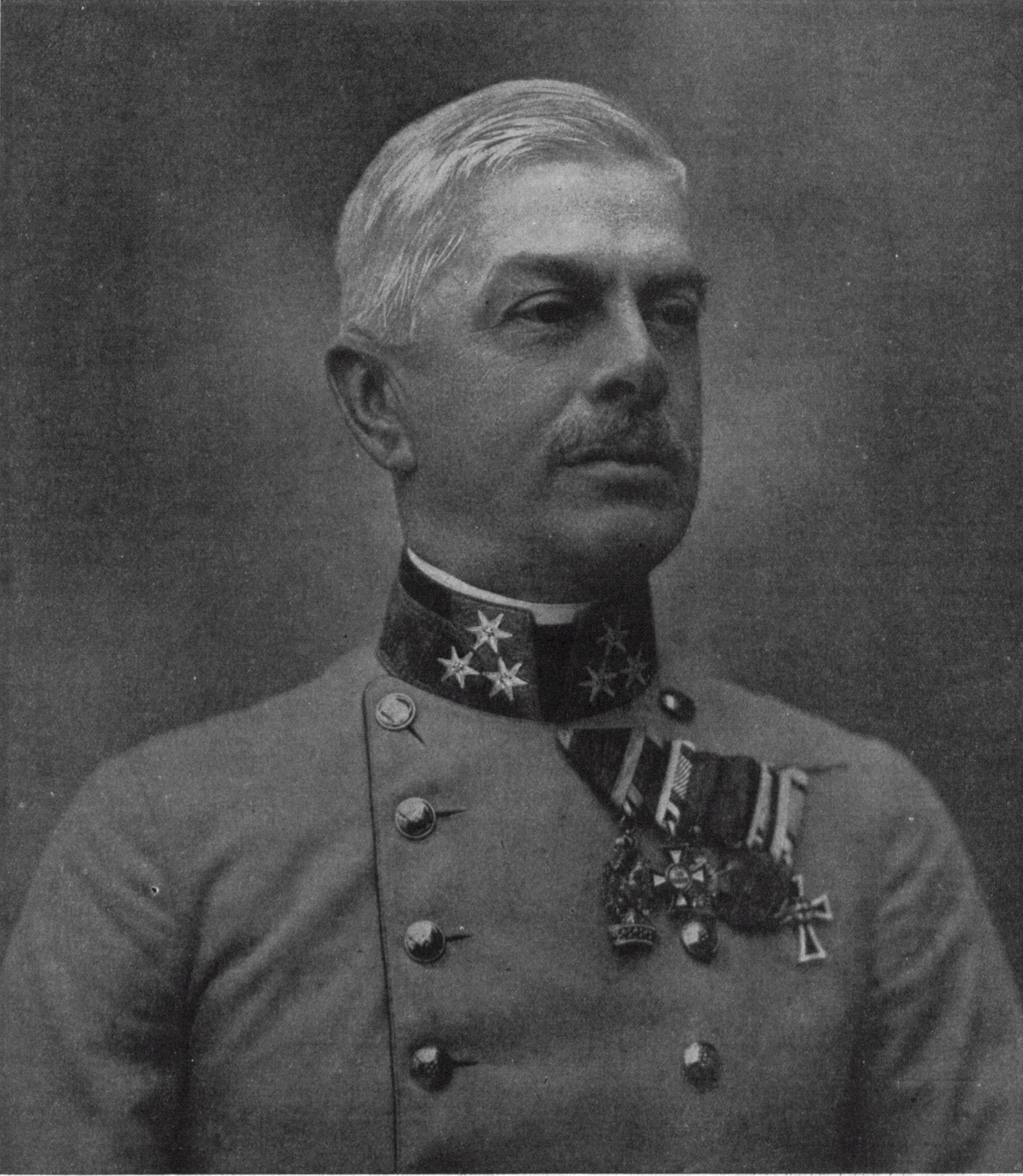
Rudolf Stöger-Steiner jako generál pěchoty (1917)

Narodil se jako syn továrníka Georga Stögera (1818–1874), po otcově úmrtí se matka Agatha, rozená Hoferová (1837–1901), podruhé provdala za plukovníka Josefa Steinera (1834–1905), který Rudolfa i jeho bratry adoptoval a ti přijali jméno Stöger-Steiner. Rudolf od roku 1875 navštěvoval kadetní školu v Liebenau (dnes součást Štýrského Hradce), z níž byl vyřazen roku 1879 jako podporučík a nastoupil do služby v armádě. V letech 1884–1886 si doplnil vzdělání na Válečné škole (K.u.k. Kriegschule) ve Vídni a v hodnosti nadporučíka byl zařazen do důstojnického sboru generálního štábu. Jako důstojník pěchoty sloužil poté u posádek ve Foči, Krakově, Mostaru, Komárně, Villachu a Košicích. Roku 1890 byl povýšen na kapitána a roku 1896 na majora. Kromě toho vyučoval taktiku na Válečné škole ve Vídni a byl autorem několika učebnic. Roku 1899 byl povýšen na podplukovníka a roku 1903 na plukovníka. Roku 1907 se stal velitelem pěšího pluku č. 74 v Liberci. V roce 1909 byl povýšen na generálmajora a převzal velení 56. pěchotní brigády v Lublani. Roku 1910 byl coby odborník na taktiku a autor vojenských učebnic jmenován velitelem armádní střelecké školy ve Vídni. Roku 1912 dosáhl hodnosti polního podmaršála (Feldmarschalleutnant) a stal se velitelem 4. pěchotní divize v Brně.

### První světová válka

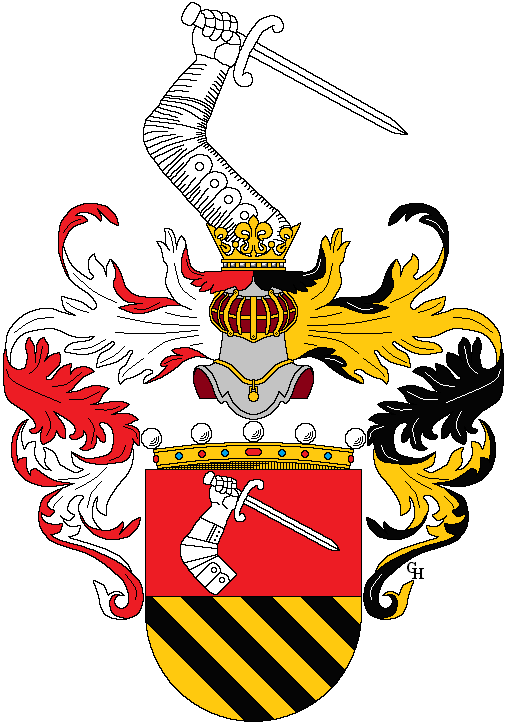
Baronský erb Rudolfa Stöger-Steinera (1918)

Po vypuknutí první světové války byl se svou brněnskou 4. pěchotní divizí povolán na východní frontu. Zúčastnil se bojů na podzim 1914 v Haliči, včetně bitvy u Komarówa a bitvy u Rawy nebo u Přemyšlu. Rovněž byl účasten bitvy u Gorlice, v níž rakousko-uherská a německá armáda prolomila ruské pozice a odvrátila hrozbu ruské invaze do střední Evropy. Jako velitel armádní skupiny velel v červenci 1915 nově utvořené 62. pěchotní divizi při druhé bitvě u Kraśniku. V červenci 1915 převzal velení 15. armádního sboru v Itálii a k datu 1. listopadu 1915 byl povýšen do hodnosti generála pěchoty.. Velel opakovaným bitvám na Soči, v nichž se mu podařilo odrazit útoky italské armády. Během vojenských tažení vždy dbal na co největší ohleduplnost k civilnímu obyvatelstvu, za což byl oceněn Mezinárodním červeným křížem a čestným občanstvím v několika obcích v dnešním Slovinsku (Bled).
Od 10. dubna 1917 až do 2. listopadu 1918 zastával post ministra války Rakouska-Uherska (jedno ze tří společných ministerstev Rakouska-Uherska, zřízených po rakousko-uherském vyrovnání). V květnu 1918 byl povýšen na generálplukovníka. Podařilo se mu dosáhnout maximálního početního stavu armády a posílení výzbroje. V posledních měsících úřadování ale již přihlížel ochabování armády a rozvratu rakousko-uherského státu, včetně stávkovkého hnutí, vojenských vzpour a problémů se zásobováním. Byl přesvědčen o nemožnosti pokračovat dále v bojových akcích. Při poradách s císařem Karlem I. se přimlouval za vyhlášení příměří. Po zániku monarchie v listopadu 1918 rezignoval na svůj úřad.
K datu 1. prosince 1918 byl v armádě penzionován a usadil se ve Štýrském Hradci, kde v roce 1921 zemřel ve věku šedesáti let a je zde také pohřben.

## Tituly a ocenění
V roce 1891 byl povýšen do šlechtického stavu s predikátem von Steinstätten, v závěru existence monarchie získal titul svobodného pána (Freiherr, 1918). Jako velitel armádního sboru obdržel v roce 1916 titul c. k. tajného rady s nárokem na oslovení Excelence. Během vojenské kariéry získal řadu vyznamenání v Rakousku-Uhersku, v průběhu první světové války i od představitelů spojeneckých států.

### Rakousko-Uhersko
- Jubilejní pamětní medaile (1898)
- Vojenský záslužný kříž III. třídy (1899)
- Řád železné koruny III. třídy (1906)
- Vojenský jubilejní kříž (1908)
- rytířský kříž Leopoldova řádu (1912)
- Řád železné koruny II. třídy s válečnou dekorací (1914)
- Vojenský záslužný kříž II. třídy s válečnou dekorací (1915)
- Řád železné koruny I. třídy s válečnou dekorací (1916)
- Vyznamenání za zásluhy o Červený kříž (1917)
- Leopoldův řád I. třídy s válečnou dekorací (1917)

### Zahraničí
- Řád Takova V. třídy (Srbsko, 1887)
- Řád lva a slunce IV. třídy (Persie, 1890)
- Řád rumunské hvězdy (Rumunsko, 1910)
- Řád rumunské koruny (Rumunsko, 1911)
- Řád dvojitého draka II. třídy (Čína, 1911)
- Řád Osmanie II. třídy (Turecko, 1913)
- Železný kříž II. třídy (Německo, 1915)
- Řád slávy (Turecko, 1917)
- Železný kříž I. třídy (Německo, 1917)
- Řád červené orlice I. třídy (Německo, 1918)
- velkokříž Řádu Albrechtova (Sasko, 1918)
- velkokříž Řádu württemberské koruny (Württembersko, 1918)

## Rodina
Byl ženatý s Marií von Link (1867–1934), která zemřela v Brně. Z manželství se narodily dvě děti, syn Johann (1896–1897) zemřel v kojeneckém věku. Dcera Margarethe (1893–1969) se provdala do vlivné brněnské nakladatelské rodiny Rohrerů, uplatnila se jako spisovatelka, po odsunu z Československa pokračovala v podnikání v Rakousku již jako vdova a mimo jiné proslula svými aktivitami v otázce ochrany autorských práv.
Jeho bratři Julius Stöger-Steiner (1860–1943) a Gustav Stöger-Steiner (1864–1933) sloužili také v armádě a dosáhli důstojnických hodností u c. k. zeměbrany.